# جوخه گانگستر
جوخه گانگستر (به انگلیسی: Gangster Squad) فیلم اکشن جنایی آمریکایی محصول ۲۰۱۳ به کارگردانی روبن فلیشر و فیلمنامه‌ای نوشته ویل بیل می‌باشد. جاش برولین، رایان گاسلینگ، شان پن، اما استون و جیوانی ریبیسی از بازیگران این فیلم می‌باشند.
این فیلم برداشتی آزاد بر اساس داستان افسران و کارآگاهان اداره پلیس لس‌آنجلس است که گروهی به نام «جوخه گانگستر» برای حفاظت از شهر و مقابله با میکی کوهان و گروه گانگستری‌اش در دهه ۴۰ و ۵۰ میلادی ایجاد می‌کنند. این فیلم در ابتدا قرار بود که در تاریخ ۷ سپتامبر ۲۰۱۲ منتشر شود، اما به دلیل تیراندازی آورورا ۲۰۱۲، تاریخ انتشار آن توسط برادران وارنر به ۱۱ ژانویه ۲۰۱۳ موکول شد.